# Goodyera sechellarum
Goodyera sechellarum là một loài thực vật có hoa trong họ Lan. Loài này được (S.Moore) Ormerod mô tả khoa học đầu tiên năm 2002.